# Luis Diego Arnáez
Luis Diego Arnáez Villegas (Nicoya, Guanacaste, Costa Rica, 6 de noviembre de 1967) es un exfutbolista y entrenador costarricense.

## Trayectoria
Comenzó su carrera deportiva con el Municipal Puntarenas, haciendo su debut en la Primera División de Costa Rica en 1988. Su primera anotación la conseguiría el 3 de julio de 1988, en un encuentro ante el Club Deportivo FAS. En 1993 pasaría a formar parte de la Liga Deportiva Alajuelense, equipo con el que logra 7 campeonatos en las temporadas 1995-1996, 1996-1997, 1999-2000, 2000-2001, 2001-2002, 2002-2003 y 2004-2005, así como la Copa de Campeones de la Concacaf 2004. El 17 de julio de 2005 se retiraría del fútbol, en un encuentro ante el Puntarenas Fútbol Club.
A niveles de selecciones nacionales debutó el 17 de abril de 1991 ante la Selección de fútbol de México. Participó en Copa de Oro de la Concacaf 1998. También participó en las eliminatorias de la Copa Mundial de Fútbol de 1994, Copa Mundial de Fútbol de 1998, Copa Mundial de Fútbol de 2002 y Copa Mundial de Fútbol de 2006. Registra 31 presencias internacionales de clase A, contabilizando 10 anotaciones.

### Goles internacionales
| #  | Fecha                   | Lugar                                                       | Oponente                     | Anotaciones | Resultado | Competición                                             |
| -- | ----------------------- | ----------------------------------------------------------- | ---------------------------- | ----------- | --------- | ------------------------------------------------------- |
| 1. | 25 de noviembre de 1999 | Estadio Alejandro Morera Soto, Alajuela, Costa Rica         | Eslovaquia                   | 4-0         | 4-0       | Amistoso                                                |
| 2. | 21 de enero de 1998     | Estadio Chorotega, Nicoya, Costa Rica                       | Honduras                     | 1-1         | 1-4       | Amistoso                                                |
| 3. | 4 de mayo de 1997       | Estadio Cuscatlán, San Salvador, El Salvador                | El Salvador                  | 2-1         | 1-2       | Eliminatorias Copa Mundial de Fútbol de 1998 (Concacaf) |
| 4. | 25 de abril de 1997     | Estadio Mateo Flores, Ciudad de Guatemala, Guatemala        | El Salvador                  | 1-0         | 1-0       | Copa Uncaf 1997                                         |
| 5. | 18 de abril de 1997     | Estadio Mateo Flores, Ciudad de Guatemala, Guatemala        | Nicaragua                    | 1-0         | 5-1       | Copa Uncaf 1997                                         |
| 6. | 19 de febrero de 1997   | Estadio Eladio Rosabal Cordero, Heredia, Costa Rica         | Venezuela                    | 4-1         | 5-2       | Amistoso                                                |
| 7. | 8 de noviembre de 1992  | Estadio Nacional de Costa Rica (1924), San José, Costa Rica | Honduras                     | 2-0         | 2-3       | Eliminatorias Copa Mundial de Fútbol de 1994 (Concacaf) |
| 8. | 13 de diciembre de 1992 | Estadio Nacional de Costa Rica (1924), San José, Costa Rica | San Vicente y las Granadinas | 5-0         | 5-0       | Eliminatorias Copa Mundial de Fútbol de 1994 (Concacaf) |

## Clubes

### Como jugador
| Club              | País       | Año       |
| ----------------- | ---------- | --------- |
| Puntarenas F. C.  | Costa Rica | 1988-1992 |
| L. D. Alajuelense | Costa Rica | 1993-2005 |

### Como técnico
| Club                   | País       | Año       |
| ---------------------- | ---------- | --------- |
| Puntarenas F. C.       | Costa Rica | 2006-2007 |
| L. D. Alajuelense      | Costa Rica | 2007-2008 |
| C. S. Herediano        | Costa Rica | 2010      |
| Costa Rica sub-17      | Costa Rica | 2011      |
| Jacó Rays F. C.        | Costa Rica | 2013-2014 |
| Puntarenas F. C.       | Costa Rica | 2014-2015 |
| Jacó Rays F. C.        | Costa Rica | 2016-2017 |
| Puntarenas F. C.       | Costa Rica | 2017-2018 |
| L. D. Alajuelense      | Costa Rica | 2018-2019 |
| Municipal Grecia       | Costa Rica | 2019      |
| La U Universitarios    | Costa Rica | 2019-2020 |
| Municipal Grecia       | Costa Rica | 2020      |
| Pérez Zeledón Femenino | Costa Rica | 2022-2023 |
| Jacó F. C.             | Costa Rica | 2023-24   |
| San Carlos F.C.        | Costa Rica | 2025      |

### Como asistente técnico
| Club                              | País       | Año       |
| --------------------------------- | ---------- | --------- |
| Selección de fútbol de Costa Rica | Costa Rica | 2008-2009 |

## Palmarés

### Como jugador

#### Títulos nacionales
| Título                         | Club              | País       | Año  |
| ------------------------------ | ----------------- | ---------- | ---- |
| Primera División de Costa Rica | L. D. Alajuelense | Costa Rica | 1996 |
| Primera División de Costa Rica | L. D. Alajuelense | Costa Rica | 1997 |
| Primera División de Costa Rica | L. D. Alajuelense | Costa Rica | 2000 |
| Primera División de Costa Rica | L. D. Alajuelense | Costa Rica | 2001 |
| Primera División de Costa Rica | L. D. Alajuelense | Costa Rica | 2002 |
| Primera División de Costa Rica | L. D. Alajuelense | Costa Rica | 2003 |
| Primera División de Costa Rica | L. D. Alajuelense | Costa Rica | 2005 |

#### Títulos internacionales
| Título                           | Club                    | País                  | Año  |
| -------------------------------- | ----------------------- | --------------------- | ---- |
| Torneo Grandes de Centroamérica  | L. D. Alajuelense       | Alajuela              | 1996 |
| Copa Centroamericana             | Selección de Costa Rica | Guatemala             | 1997 |
| Copa Interclubes de la Uncaf     | L. D. Alajuelense       | Bandera de Costa Rica | 2002 |
| Copa de Campeones de la Concacaf | L. D. Alajuelense       | Bandera de Costa Rica | 2004 |

### Como director técnico

#### Títulos internacionales
| Título                       | Club             | País        | Año  |
| ---------------------------- | ---------------- | ----------- | ---- |
| Copa Interclubes de la Uncaf | Puntarenas F. C. | Tegucigalpa | 2006 |